# Palystes martinfilmeri
Palystes martinfilmeri är en spindelart som beskrevs av Croeser 1996. Palystes martinfilmeri ingår i släktet Palystes och familjen jättekrabbspindlar. Inga underarter finns listade i Catalogue of Life.